# Porte d’Auteuil metróállomás
A Porte d’Auteuil egy metróállomás Franciaországban, Párizsban a párizsi metró 10-es metróvonalán. Tulajdonosa és üzemeltetője a RATP.

## Metróvonalak
Az állomást az alábbi metróvonalak érintik:
- 10-es metróvonal

## Kapcsolódó állomások
A metróállomáshoz az alábbi állomások vannak a legközelebb:
- Boulogne – Jean Jaurès (Boulogne – Pont de Saint-Cloud, 10-es metróvonal)
- Michel-Ange – Auteuil (10-es metróvonal)